# 馬爾他飲食

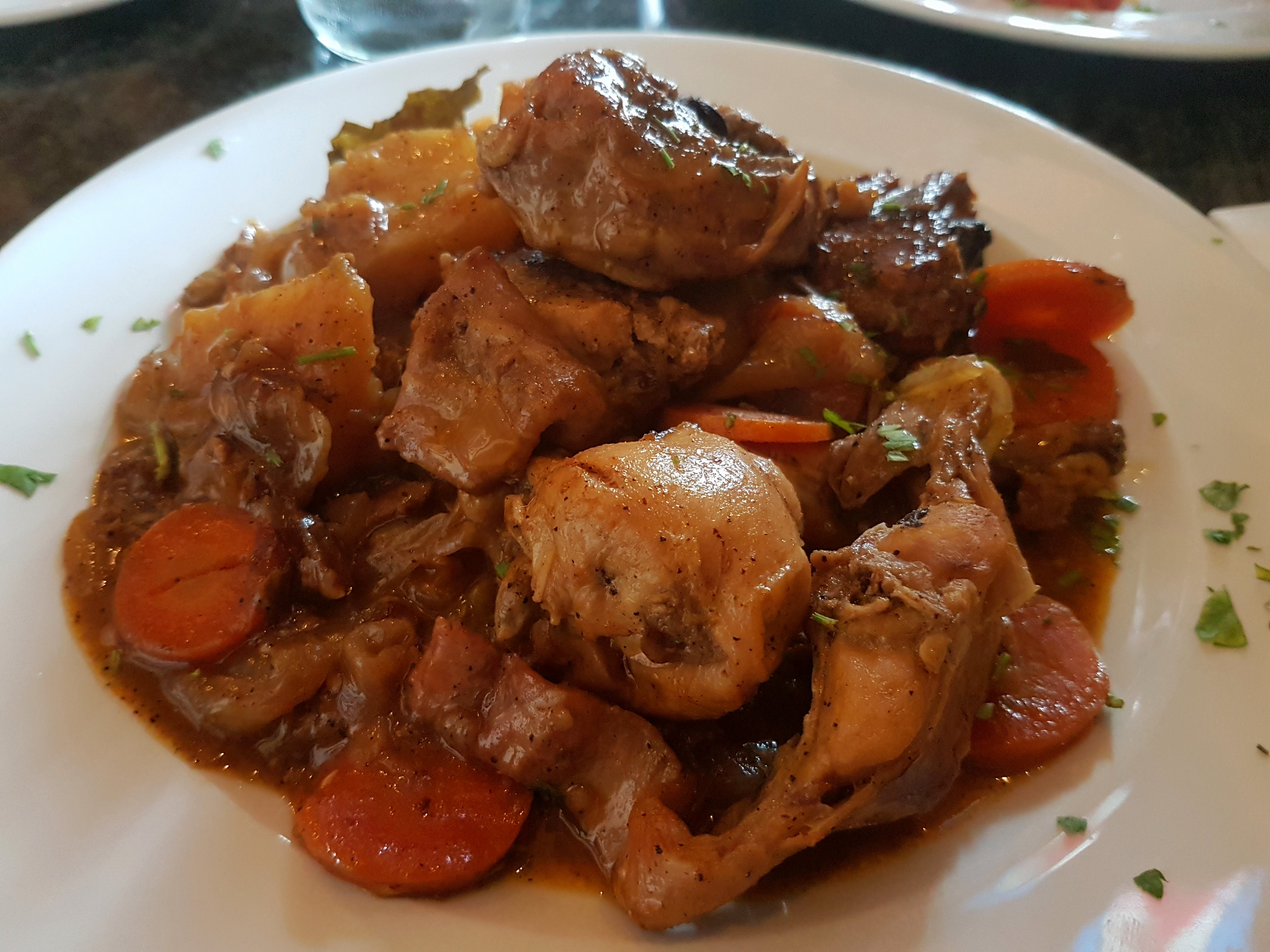
紅燒兔肉

馬爾他飲食顯示馬爾他歷史的變化，受到西西里飲食和英國飲食的很強影響，並且也受到西班牙飲食、法國飲食、馬格里布飲食、普羅旺斯飲食等其他地中海飲食的影響。馬爾他位於貿易路線上，是一個重要的貿易據點，使得馬爾他飲食的原料大多來自進口。傳統的馬爾他紅燒兔肉被視為馬爾他的國菜。馬爾他也可能是歐洲最早食用巧克力的國家。